# Le Bénédicité
Pour l’article homonyme, voir Le Bénédicité (Norman Rockwell).
Le Bénédicité est un tableau célèbre de Chardin conservé au musée de l'Ermitage de Saint-Pétersbourg. C'est la seule variante de ce thème composé par l'artiste qui soit signée (en bas à gauche) et datée (1744) de sa main. Le Louvre en possède une du même thème qui fut exposée au Salon de 1740, ainsi que le Nationalmuseum de Stockholm. Une variante avec un petit garçon debout ajouté sur la gauche est conservée au Musée Boijmans Van Beuningen de Rotterdam.
Ce tableau plein de quiétude représente une jeune mère de famille debout de profil d'un intérieur petit bourgeois avec sa petite fille assise à table récitant le bénédicité avant le déjeuner et un petit garçon assis devant sa mère les mains jointes. La jeune femme est vêtue d'une robe noire avec un caraco brun et un tablier bleu. L'alliance du brun et du bleu est un mariage prisé de l'artiste avec des touches de blanc que l'on retrouve dans de nombreuses œuvres, et ici grâce aux bonnets de deux personnages et aux linges blancs qui éclairent la scène. L'artiste ponctue le tableau d'accessoires rappelant ceux des natures mortes, comme des ustensiles de cuisine et le petit tambour suspendu à la chaise de l'enfant à gauche. Par rapport à la version du Louvre, Chardin a ajouté un récipient de métal noir au premier plan et la cruche sur le buffet a été ôtée.
Présenté à Louis XV à Versailles en 1740 par Philibert Orry, surintendant des Bâtiments du Roi et contrôleur général des Finances, Chardin offre deux tableaux au souverain. On peut lire à cette occasion dans le Mercure de France : « Le dimanche 27 novembre 1740, M. Chardin de l'Académie royale de peinture et sculpture, fut présenté au roi par M. le contrôleur général avec deux tableaux que Sa Majesté reçut très favorablement ; ces deux morceaux sont déjà connus, ayant été exposés au Salon du Louvre au mois d'août dernier. Nous en avons parlé dans le Mercure d'octobre, sous le titre : la Mère laborieuse et le Bénédicité. » Ce fut la seule rencontre de Chardin avec Louis XV.
Ce tableau est entré à l'Ermitage entre 1763 et 1774, sous le règne de Catherine II.

## Expositions
- 1955: Moscou, exposition d'art français du XVe siècle au XXe siècle[3]
- 1955: Léningrad, exposition d'art français du XIIe siècle au XXe siècle[3]

## Postérité
Le tableau fait partie des « 105 œuvres décisives de la peinture occidentale » constituant le musée imaginaire de Michel Butor.